# Puczyny
Puczyny (biał. Пучыны; ros. Пучины) – wieś na Białorusi, w obwodzie brzeskim, w rejonie pińskim, w sielsowiecie Łyszcze.
Dawniej wieś i majątek ziemski. W dwudziestoleciu międzywojennym leżały w Polsce, w województwie poleskim, w powiecie pińskim, w gminie Dobrosławka. Po II wojnie światowej w granicach Związku Sowieckiego. Od 1991 w niepodległej Białorusi.